# Срезневский, Вячеслав Измайлович
Вячесла́в Изма́йлович Срезне́вский (21 сентября [3 октября] 1849 или 3 октября 1849, Санкт-Петербург — 1937, Ленинград) — российский и советский филолог и технический и спортивный деятель, учёный в области научно-технической фотографии; сын Измаила Ивановича Срезневского, брат Бориса, Всеволода и Ольги Срезневских, член Русского фотографического общества.

## Биография
С отличием окончил реальное училище при Ларинской гимназии. Затем в 1870 году окончил историко-филологический факультет Санкт-Петербургского университета. В 1874 году за историко-этнографическое исследование «Северный резной календарь» он был удостоен Уваровской премии. В мае 1877 года защитил диссертацию на степень магистра славянской филологии «Древний славянский перевод Псалтыри — исследование текста и языка по рукописям XI—XIV вв». После того, как ещё в 1873 году он смог способом фототипии воспроизвести рукопись XVII века «Славянская буквица», Общество древней письменности доверило ему заведовать изданием «Буквицы Славянского языка».
В 1878—1881 годах в качестве приват-доцента читал в Санкт-Петербургском университете лекции по истории русского языка, по истории научного языкознания и по грамматике церковнославянского языка. Был также преподавателем русского языка и словесности во 2-м реальном училище и императорском Александровском лицее.
С 1878 года принимал деятельное участие в Русском техническом обществе: был учредителем его пятого отдела по светописи и её применениям (то есть фотографический отдел), руководил им до 1916 года. С июня 1880 года, когда вышел первый номер, был редактором журнала «Фотограф»; с 1881 по 1884 год издавал первый русский справочник по фотографии — «Справочную книжку фотографа», выдержавшую несколько изданий; написал ряд статей и докладов в «Трудах Технического Общества». В 1889—1890 годах появились под редакцией Срезневского «Труды Организационного Комитета и Труды первого съезда по техническому и профессиональному образованию в России». В 1892 году был одним из организаторов первого съезда деятелей печатного дела, его секретарём и редактором его трудов. С 1880 по 1890 год он читал в Институте инженеров путей сообщения и в минных офицерских классах инженерного ведомства лекции по применению светописи к инженерному делу. Организовал курсы светописи при Русском техническом обществе и принимал в них деятельное участие.
С юношеского возраста он увлекался фотографией. В 1875 году создал портативную походную аппарат-лабораторию, в 1882 году — специальный фотоаппарат для экспедиции Николая Пржевальского, устойчивый против внешних воздействий, в 1886 году — первый аэрофотоаппарат и водонепроницаемую камеру для морских съёмок, в 1887 году — особую камеру для регистрации фаз солнечного затмения; он также разработал специальные фотопластинки для аэрофотографии (1886). Организатор второй международной фотовыставки 1912 года в Петербурге, устраиваемой редакцией журнала «Фотографические Новости», редактором которого он был с 1906 по 1918 гг. Впоследствии он был одним из основателей и профессором (1918), а в 1918—1923 годах председателем учёного совета Высшего института фотографии и фототехники в Петрограде. Срезневский и Николай Ермилов оказали содействие в издании первого фотографического журнала в СССР — «Советское фото».
В середине 1890-х годов Срезневский стал директором Александрийского сиротского женского профессионального училища в Петербурге. С 1 января 1905 года — действительный статский советник.
Срезневский способствовал развитию в России хоккея с мячом, конькобежного и других видов спорта. С 1914 года он был помощником Главнонаблюдающего за физическим развитием народонаселения Российской империи Владимира Воейкова.
В 1911—1918 годах возглавлял Российский олимпийский комитет.
Руководитель российской делегации на VI Олимпийском конгрессе 1914 в Париже. Член Оргкомитета Первой Российской Олимпиады 1913 г. в Киеве и Второй Российской Олимпиады 1914 г. в Риге.
Благодаря высокому авторитету Срезневского у зарубежных коллег, в Санкт-Петербурге неоднократно проводились крупнейшие международные соревнования по фигурному катанию и скоростному бегу на коньках: два чемпионата мира по фигурному катанию (1896, 1903) и чемпионат Европы по фигурному катанию (1911), а также чемпионат Европы по конькобежному спорту (1913).
После октябрьской революции 1917 г. принимал участие в работе Всевобуча. В 1924—1925 годах заведовал производственной частью Северо-Западного областного управления по делам фотографии и кинематографии «Севзапкино», разработал проект фабрики для изготовления фотопластинок, фотобумаги, фотоплёнки и кинофильмов.
Младший сын — Вячеслав (1880—1942).
Скончался в Ленинграде в возрасте 88 лет, похоронен на Смоленском кладбище (могила не сохранилась).

## Награды
- орден Св. Анны 3-й ст. (1878)
- орден Св. Станислава 2-й ст. (1883)
- орден Св. Владимира 3-й ст. (1891)
- орден Св. Станислава 1-й ст. (1911)